# 克里布施泰因
克里布施泰因（德語：Kriebstein）是德国萨克森州的市镇，隶属于中萨克森县。总面积为31.08平方千米，截至2023年12月31日总人口为1,979人。